# Stenellipsis cuneata
Stenellipsis cuneata är en skalbaggsart som beskrevs av Sharp 1886. Stenellipsis cuneata ingår i släktet Stenellipsis och familjen långhorningar. Inga underarter finns listade i Catalogue of Life.